# Sonny Corleone
Santino Corleone zis Sonny (n. 1916 — d. 1948) este un personaj fictiv în romanul lui Mario Puzo, Nașul din 1969. În Nașul: Partea a II-a acesta figurează atât în rolul de copil, precum și în cel de adult.
În roman și film este cel mai mare fiu al șefului Mafiei din New York City , Vito Corleone și al Carmellei Corleone . Are doi frați, Michael și Fredo, un frate prin adopție, Tom Hagen și o soră Connie . În film, Sonny a fost interpretat de James Caan care și-a reluat rolul și pentru flashback-ul din Partea a II-a . Fiul regizorului Francis Ford Coppola , Roman Coppola l-a jucat pe Sonny în postura de copil în scenele plasate în anii 1920 în Partea a II-a.